# مکراما عبدالایی
مکراما عبدالایی (انگلیسی: Mukarama Abdulai؛ زادهٔ ۱۶ اکتبر ۲۰۰۲) بازیکن فوتبال اهل غنا است.
وی همچنین در تیم‌های ملی فوتبال Ghana women's national under-17 football team, Ghana women's national under-20 football team، و زنان غنا بازی کرده‌است.